# سیارک ۳۸۷۵
سیارک ۳۸۷۵ (به انگلیسی: 3875 Staehle، نامگذاری:1988KE) سه هزار و هشتصد و هفتاد و پنجمین سیارک کشف شده‌است که در ۱۷ مه ۱۹۸۸ کشف شد.
قدر مطلق سیارک برابر ۱۲٫۸۰ است.